# Mesdames de la Halle
Mesdames de la Halle (Originaltitel französisch, deutsch „Die Damen der Halle“, „Die Damen vom Stande“, „Die Damen auf dem Markt“) ist eine opérette-bouffe in einem Akt von Jacques Offenbach (Musik) mit einem Libretto von Armand Lapointe. Die Uraufführung fand im Karneval des Jahres 1858 am 3. März am Théâtre des Bouffes-Parisiens in Paris statt. Im Gegensatz zu vorhergegangenen Stücken erwirkte Offenbach für Mesdames de la Halle ein Aufführungsvollprivileg, das ihm keine Einschränkungen bezüglich der Darstelleranzahl mehr auferlegte sowie die Verwendung von Chören erlaubte. Auch fiel das Stück im Vergleich zu anderen durch seinen buffonesken Stil und das übermäßige Spiel mit Geschlechterrollen aus der Reihe (die Hälfte der Partien sind Travestie-Rollen).

## Handlung
Schauplatz der Handlung sind die Pariser Markthallen inmitten der Stadt.
Die bereits reiferen Gemüsehändlerinnen Beurrefonue und Madou werden vom Tambourmajor Raflafla umgarnt, der nach einer vermögenden Partie Ausschau hält, die Frauen haben jedoch kein Interesse an ihm. Ihre amouröse Aufmerksamkeit gilt dem jungen Koch Croûte-au-pot, der wiederum in die schöne Obsthändlerin Ciboulette verliebt ist. Dem nicht genug, taucht mit der Fischverkäuferin Madame Poiretapée ein weiteres Marktweib auf, das sich – trotz zur Schau gestellter Sittenstrenge – in den adretten Koch verguckt hat. Die Szene entwickelt sich chaotisch, es kommt zur Abführung durch die Polizei. Croûte-au-pot und Ciboulette beschließen, zu heiraten, was den Unwillen der Poiretapée beschwört.
Schließlich, und von einigen Ohnmachtsanfällen begleitet, stellt sich jedoch heraus, dass die Waise Ciboulette in Wahrheit die Tochter von Raflafla und Poiretapée ist. Eine Hochzeit kann nun stattfinden, und auch Ciboulettes Eltern geben, eher notgedrungen, ihrem ehelichen Schicksal nach.

## Aufführungsgeschichte und Rezeption
Nach der Pariser Uraufführung 1858 blieb Mesdames de la Halle ein beliebter Bestandteil des Bühnenrepertoires des Théâtre des Bouffes-Parisiens, bis sie ab 1940 den „Aufstieg“ in die Opéra-Comique schaffte. Das Stück wurde rasch exportiert, unter anderem nach Deutschland (1859, 1867, Krolls Theater), Wien (1861–62, Treumanntheater, Carltheater), Ungarn (1861, 1863, Nemzeti Színház, Budai Népszínház) und London (1865, Oxford Music Hall).
Dabei kam es zu verschiedenen Übersetzungen, die der Operette nicht immer gut taten. Während die französischsprachige Wiener Uraufführung 1861 durch „Bouffes on tour“ noch vom Beifall der Presse begleitet war, wurde nach der nächsten Aufführung ein dreiviertel Jahr später Kritik vor allem an der offenbar plumpen Umsetzung (deutscher Text von Alois Berla) laut. Auch die Darsteller (u. a. Johann Nestroy) kamen nicht ungeschoren davon.

„Der ehevorgestern zur Aufführung gelangten Operette: „Die Damen vom Stande“ (Mesdames de la Halle) von Offenbach hat die Localisirung geschadet und den angehofften Erfolg beeinträchtigt. Der Lerchenfelder Maurerpinsel verklext das französische Colorit und verbannt mit seiner ultraplastischen Derbheit den leichten Anflug tändelnder Frivolität. […] Die [musikalische] Darstellung trug nur wenig zur Hebung des Ganzen bei, am wenigsten genügte Nestroy, der nichts weiter als die Hausmeisterin in anderer Toilette zum Besten gab […].“

Die Presse stimmte zu: „Offenbach’sche Operetten nach Text und Musik zu verballhornen, gehört zu den Lieblings-Unternehmungen dieser Bühne […] Der Berla’sche Text ist, einige groteske Albernheiten abgerechnet, matt. Die ziemlich unveränderte Musik geht über die Gesangs- und Krähkräfte der Mitglieder […] Das Publicum verhielt sich vom Anfang bis zum Ende passiv.“
In Ungarn wurde zunächst die Version „Bouffes on tour“ gegeben, in weiterer Folge führte man ebenfalls Übersetzungen auf (etwa von Mihály Havi). 1865 fand eine erfolgreiche Aufführung in der Londoner Oxford Music Hall statt, die allerdings keine Übersetzung ins Englische bewirkt zu haben schien.
Aktuelle Aufführungen von Mesdames de la Halle fanden unter anderem 2011 im Opernhaus Zürich, sowie 2012 in der Opéra de Lyon statt.

## Kontext
Offenbachs Operetten sind vor dem Hintergrund bürgerlicher, patriarchaler Moral und dem entsprechenden Wertesystem der Kunst zu verstehen, und gerade die Cross-Dressing-Komödie Mesdames de la Halle spielt geschickt mit den Ebenen der (Un-)Sittsamkeiten. Siegfried Kracauer nennt das Stück eine Persiflage „hergebrachter Familienrührstücke“ und erklärt, wie Offenbach in seiner Musik mit Hilfe verschiedener Details (etwa dem Vermischen eines Militärmarsches mit einer Kindermelodie) „die große Oper“ entzaubert. Auch der Gebrauch von Zitaten bzw. dem Pastiche stellt Querverweise zu Werken „hoher Kunst“ her. Es finden sich im Libretto unter anderem Verweise auf Rossinis Il Barbiere di Siviglia, Molières Le Misanthrope oder Mozarts Le nozze di Figaro.
Mesdames de la Halle amüsierte vor allem durch den Aspekt des Cross-Dressing. Die drei Titelheldinnen wurden von Männern dargestellt, während der Part des von ihnen begehrten Jünglings eine Hosenrolle war. Der liebestolle Tambourmajor Raflafla blieb männlich besetzt. So wurde die Geschichte um wiedergefundene Familie und junge Liebe ihrer bürgerlich-romantischen Anwandlungen beraubt und die Kritik an der Wahrung des Scheins verdeutlicht. Das Stückende lieferte zwei Paare vereint in der Ehe, die augenscheinlich gemischtgeschlechtlicher, unter der Maske aber gleichgeschlechtlicher Natur waren.
Das Spiel mit den Geschlechterrollen hat bis heute von seiner Beliebtheit und Aktualität nichts verloren und nimmt seit Aufkommen der zweiten Feminismuswelle in den 1960ern auch immer stärker Bezug auf grundsätzliche Gender- und Gleichberechtigungsfragen. Komödien wie La Cage aux Folles, Hairspray, Victor/Victoria oder Tootsie folgen Offenbach in der satirischen Tradition und seine Moralkritik aus Mesdames de la Halle wird etwa in Irma la Douce direkt zitiert: Auch hier findet das Geschehen in den Hallen statt, dessen Nebengassen reichlich Bordelle und Prostituierte boten; auch hier werden die Damen zeternd von der Staatsgewalt abgeführt.
Offenbach griff vorzugsweise Moraltheaterthemen, wie die Rolle des Geldes, der Ehe und der Lust auf und konfrontierte diese mit bürgerlichem Schein. Die Charaktere in Mesdames de la Halle werden unverblümt von diesen Aspekten gesteuert: Habenichts Raflafla heuchelt Lust vor, um an Geld zu kommen, die Marktweiber geben sich prüde, während sie tatsächlich dem Junkkoch hinterhergelüsten, dieser wird getrieben von seiner eigenen Lust für Ciboulette, illegitime Elternschaft kommt ans Licht, um letztlich in gespielt erwünschter Ehe zu enden und selbst die Besetzung der Rollen erweckt nur den Anschein von Geschlechterkonformität. Offenbach bediente sich dabei grotesker Überspitzung, um bürgerliche Werte und Staatsbeamtentum ins Banale zu verschieben.
In diesem Zusammenhang ist auch das Publikum der Operette einer Überlegung wert, denn es handelte sich nicht etwa um die breite bürgerliche Mitte, die einen lustigen und selbstkritischen Abend verbringen wollte. Um 1850 bot die noch junge Operette schlüpfrige und pikante Unterhaltung, die auf vermögendes, männliches Publikum abzielte. Entsprechend waren gehobenes Bürgertum, Adel und einflussreiche Machthaber die gut unterhaltenen Gäste Offenbachs, begleitet von Konkubinen oder Ehefrauen, die in der überspitzten Verkleidung eines Arbeitermilieustücks durchaus Themen des eigenen Standes wiedererkannten.